# Захарие Орфелин
Захарие Орфелин (на сръбски: Захарије Орфелин) е сръбски писател, гравьор и просветен деец.
Роден е през 1726 година във Вуковар в Хабсбургската монархия. От 1757 година е секретар на митрополит Павле Ненадович, заедно с когото създава издателство в Сремски Карловци. Продължава издателската си дейност във Венеция, където основава първото сръбско списание „Славяно-сръбски магазин“. Публикува и собствени произведения в различни жанрове – от поезия и учебни помагала до биография на руския цар Петър Велики.
Захарие Орфелин умира на 19 януари 1785 година в Нови Сад.